# Podbablje Gornje
Podbablje Gornje (1931-ig Podbablje, 1991-ig Gornje Podbablje) falu Horvátországban Split-Dalmácia megyében. Közigazgatásilag Podbablje községhez tartozik.

## Fekvése
Splittől légvonalban 61, közúton 83 km-re keletre, Makarskától légvonalban 16, közúton 36 km-re északkeletre, a dalmát Zagora területén, Imotska krajina középső részén, Imotski városával szemben 8 km-re délnyugatra, az Imotski-mező déli oldala felett emelkedő Baba-hegy aljában fekszik.

## Története
Nevét  felette emelkedő 546 méteres "Baba" nevű hegyről kapta. Jelentése Baba alatti hely. A „gornje” (felső) jelző az alatta fekvő Donje Podbabljétől, azaz a mai Drumtól különbözteti meg jelezve, hogy magasabban fekszik. A térség első ismert népe az illírek voltak. Jelenlétüket igazolják az ókorból fennmaradt halomsírok és várak maradványai. Az illír háborúk végeztével az 1. század elején e terület is Dalmácia római tartomány része lett. A békésebb idők gazdasági felvirágzást hoztak e vidék számára is. A kereszténység már az első századokban elterjedt ezen a területen, erről mesélnek a szomszédos Zmijavcin talált ókeresztény bazilika maradványai, melyek a 6. századból származnak. A horvátok ősei a 7. században vándoroltak be erre a vidékre. A középkori horvát állam közigazgatásában ez a terület Fehér-Horvátországhoz, azon belül az Imoti zsupánsághoz tartozott. A bencés atyák a 11. században Proložachoz tartozó Opačacnál a Vrljika-folyó forrásánál építették fel kolostorukat, innen végezték a térség lakóinak keresztény hitre térítését. A 14. századtól a hívek lelki gondozását a ferencesek vették át, akik az elpusztult kolostort újjáépítették. A török 1463-ban meghódította a közeli Boszniát, majd 1493-re már ez a terület is uralmuk alá került. A török uralom idején „Donba”, illetve „Dobablje” volt a neve. Az 1699-es karlócai béke török kézen hagyta. Végleges felszabadulása csak az újabb velencei-török háborút lezáró pozsareváci békével 1718-ban történt meg. Ezután a Velencei Köztársaság fennhatósága alá tartozott. A török uralom teljes ideje alatt a hívek lelki gondozását a vrljikai ferencesek látták el, kolostoruk a 17. századtól már a Prološko blato kis Manastir nevű szigetén működött. A 16. század második felében a rend a közeli Kamenmoston is letelepedett, ahol saját rendházuk és kápolnájuk is volt. A podbabljei plébániát kezdetben a ferences atyák vezették, akik 1735-ig laktak Kamenmoston, ezután építették fel az új plébániaházat a plébánia központjában. A velencei uralomnak 1797-ben vége szakadt és osztrák csapatok vonultak be Dalmáciába. 1806-ban az osztrákokat legyőző franciák uralma alá került, de Napóleon lipcsei veresége után 1813-tól újra az osztrákoké lett. A falunak 1857-ben 1521, 1910-ben 2008 lakosa volt. 1918-ban az új szerb-horvát-szlovén állam, majd később a Jugoszláv Királyság része lett. A háború után a szocialista Jugoszláviához került. 1991 óta a független Horvátországhoz tartozik. 2011-ben a településnek 523 lakosa volt.

## Lakosság
| Lakosság változása | Lakosság változása | Lakosság változása | Lakosság változása | Lakosság változása | Lakosság változása | Lakosság változása | Lakosság változása | Lakosság változása | Lakosság változása | Lakosság változása | Lakosság változása | Lakosság változása | Lakosság változása | Lakosság változása | Lakosság változása |
| ------------------ | ------------------ | ------------------ | ------------------ | ------------------ | ------------------ | ------------------ | ------------------ | ------------------ | ------------------ | ------------------ | ------------------ | ------------------ | ------------------ | ------------------ | ------------------ |
| 1857               | 1869               | 1880               | 1890               | 1900               | 1910               | 1921               | 1931               | 1948               | 1953               | 1961               | 1971               | 1981               | 1991               | 2001               | 2011               |
| 1.521              | 2.157              | 1.341              | 1.500              | 1.891              | 2.008              | 3.451              | 1.814              | 1.098              | 928                | 961                | 978                | 910                | 731                | 559                | 523                |

(Az adatok 1857-től 1921-ig Grubine, 1857-ben és 1869-ben Podosoje, 1857-ben, 1869-ben és 1921-ben Kamenmost, 1869-ben és 1921-ben Drum lakosságát is tartalmazzák.)

## Nevezetességei
- Szent Mihály és Szent Simon tiszteletére szentelt temploma 1941-ben épült. A második világháború után hittanteremként működött, ekkor bővítették és felújították. A templomban Szent Simon, Szent Mihály és Szűz Mária szobrai találhatók. Minden második vasárnapon mondanak szentmisét benne.
- Szent Márk evangélista tiszteletére szentelt templomát a környező települések hívei építették és 1993. április 25-én Szent Márk ünnepén szentelték fel. A templomban Szent Márk és Szűz Mária szobrai találhatók.
- Védett építmény az Imotski-mező déli részén, Jaruga medrén Mračajnál átvezető kőhíd.[4] A Jaruga-csatorna a Prološki blatoból ered és a Vrljika folyóba ömlik. A híd egy két boltíves kőhíd, amelyet a 19. század végén építettek helyben faragott kőtömbökből. A boltívek hosszúkás kőgerendákon fekszenek, amelyek a nyugati és a keleti oldalon félkör alakú kiemelkedésekben végződnek. A híd hossza 11,10 m, az útburkolat szélessége mellvédekkel 6,10 m.